# Shunt cardiaque
 (décembre 2023).
Un shunt cardiaque est un schéma de flux sanguin dans le cœur qui s'écarte du circuit normal du système circulatoire. Elle peut être décrite comme droite-gauche, gauche-droite ou bidirectionnelle, ou systémique vers pulmonaire ou pulmonaire vers systémique. La direction peut être contrôlée par la pression cardiaque gauche et/ou droite, une valvule cardiaque biologique ou artificielle ou les deux. La présence d'un shunt peut également affecter la pression cardiaque gauche et/ou droite, de manière bénéfique ou néfaste.

## Terminologie

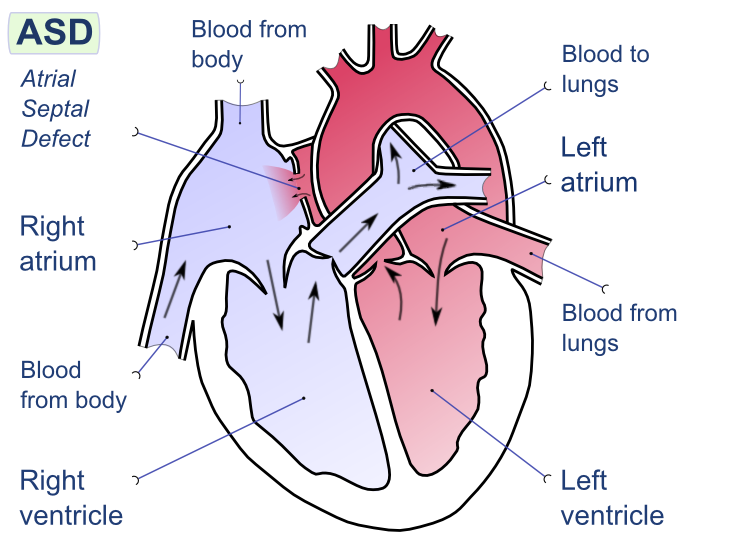
Communication interauriculaire avec shunt gauche-droite

Les côtés gauche et droit du cœur sont nommés d'après une vue dorsale, c'est-à-dire en regardant le cœur de dos ou du point de vue de la personne dont il se trouve. Il y a quatre cavités dans un cœur : une oreillette (supérieure) et un ventricule (inférieur) sur les côtés gauche et droit. Chez les mammifères et les oiseaux, le sang du corps va d'abord au côté droit du cœur. Le sang pénètre dans l'oreillette supérieure droite, est pompé vers le ventricule droit et de là vers les poumons via l'artère pulmonaire. Le sang qui arrive aux poumons est appelé circulation pulmonaire. Lorsque le sang retourne au cœur depuis les poumons via la veine pulmonaire, il se dirige vers le côté gauche du cœur et pénètre dans l' oreillette supérieure gauche . Le sang est ensuite pompé vers le ventricule inférieur gauche et de là, hors du cœur, vers le corps via l'aorte. C'est ce qu'on appelle la circulation systémique. Un shunt cardiaque se produit lorsque le sang suit un schéma qui s'écarte de la circulation systémique, c'est-à-dire du corps vers l'oreillette droite, jusqu'au ventricule droit, vers les poumons, des poumons vers l'oreillette gauche, jusqu'au ventricule gauche et puis du cœur vers la circulation systémique.
Un shunt gauche-droite se produit lorsque le sang du côté gauche du cœur va vers le côté droit du cœur. Cela peut se produire soit par un trou dans la cloison ventriculaire ou auriculaire qui divise le cœur gauche et le cœur droit, soit par un trou dans les parois des artères sortant du cœur, appelées gros vaisseaux. Les shunts gauche-droite se produisent lorsque la pression artérielle systolique dans le cœur gauche est supérieure à celle du cœur droit, ce qui est la condition normale chez les oiseaux et les mammifères.

## Shunts congénitaux chez l'homme
Les malformations cardiaques congénitales les plus courantes qui provoquent un shunt sont les communications interauriculaires (CIA), le foramen ovale perméable (FOP), les communications interventriculaires (CIV) et la persistance du canal artériel. Isolés, ces défauts peuvent être asymptomatiques ou produire des symptômes pouvant aller de légers à graves, et pouvant avoir un début aigu ou retardé. Cependant, ces shunts sont souvent présents en combinaison avec d’autres défauts; dans ces cas, ils peuvent toujours être asymptomatiques, légers ou sévères, aigus ou retardés, mais ils peuvent également agir pour contrecarrer les symptômes négatifs provoqués par un autre défaut (comme dans le cas de la d-Transposition des grosses artères ).

## Shunts acquis chez l'homme

### Biologique
Certains shunts acquis sont des modifications de shunts congénitaux : une septostomie par ballonnet peut agrandir un foramen ovale (si elle est réalisée sur un nouveau-né), un FOP ou une CIA ; ou des prostaglandines peuvent être administrées à un nouveau-né pour empêcher la fermeture du canal artériel. Les tissus biologiques peuvent également être utilisés pour construire des passages artificiels.
L'évaluation peut être effectuée lors d'un cathétérisme cardiaque avec un « shunt run » en prélevant des échantillons de sang de la veine cave supérieure, de la veine cave inférieure, de l'oreillette droite, du ventricule droit, de l'artère pulmonaire et du système artériel. Des augmentations brusques de la saturation en oxygène favorisent un shunt de gauche à droite et une saturation artérielle systémique en oxygène inférieure à la normale favorise un shunt de droite à gauche.
Des échantillons de la veine cave supérieure et de la veine cave inférieure sont utilisés pour calculer la saturation veineuse mixte en oxygène à l'aide de la formule Flamm.
{\displaystyle S_{v}O_{2}={\frac {3}{4}}\times SVC+{\frac {1}{4}}\times IVC}
et rapport Qp:Qs
{\displaystyle Qp:Qs={\frac {\text{change in oxygen concentration across the pulmonary circulation}}{\text{change in oxygen concentration across the systemic circulation}}}={\frac {P_{V}-P_{A}}{S_{A}-S_{V}}}}
où {\displaystyle P_{V}} est la veine pulmonaire, {\displaystyle P_{A}} est l'artère pulmonaire, {\displaystyle S_{A}} est l'artère systémique, et {\displaystyle S_{V}} est le veineux mixte. Le rapport Qp:Qs est basé sur le principe de Fick et il est réduit à l'équation ci-dessus et élimine le besoin de connaître le débit cardiaque et la concentration d'hémoglobine.

### Mécanique
Des shunts mécaniques tels que l'anastomose de Blalock-Taussig sont utilisés dans certains cas de coronaropathie pour contrôler le flux sanguin ou la pression artérielle.

## Reptile
Tous les reptiles ont la capacité de réaliser des shunts cardiaques.